# العلاقات البوسنية المارشالية
العلاقات البوسنية المارشالية هي العلاقات الثنائية التي تجمع بين البوسنة والهرسك وجزر مارشال.

## مقارنة بين البلدين
هذه مقارنة عامة ومرجعية للدولتين:
| وجه المقارنة                                              | البوسنة والهرسك                                             | جزر مارشال                     |
| --------------------------------------------------------- | ----------------------------------------------------------- | ------------------------------ |
| المساحة (كم2)                                             | 51.20 ألف                                                   | 181                            |
| عدد السكان (نسمة)                                         | 3.51 مليون                                                  | 53.13 ألف                      |
| الكثافة السكانية (ن./كم²)                                 | 68.55                                                       | 29.35 ألف                      |
| العاصمة                                                   | سراييفو                                                     | ماجورو                         |
| اللغة الرسمية                                             | اللغة البوسنوية، اللغة الكرواتية، اللغة الصربية             | لغة إنجليزية، اللغة المارشالية |
| العملة                                                    | مارك بوسني                                                  | دولار أمريكي                   |
| الناتج المحلي الإجمالي (بليون دولار)                      | 18.17 مليار                                                 | 199.40 مليون                   |
| الناتج المحلي الإجمالي (تعادل القوة الشرائية) بليون دولار | 41.35 مليار                                                 | 207.25 مليون                   |
| الناتج المحلي الإجمالي الاسمي للفرد دولار أمريكي          | 4.25 ألف                                                    | 3.38 ألف                       |
| الناتج المحلي الإجمالي للفرد دولار أمريكي                 | 10.43 ألف                                                   | 3.80 ألف                       |
| مؤشر التنمية البشرية                                      | 0.733                                                       |                                |
| رمز المكالمات الدولي                                      | +387                                                        | +692                           |
| رمز الإنترنت                                              | .ba                                                         | .mh                            |
| المنطقة الزمنية                                           | توقيت وسط أوروبا، ت ع م+01:00، ت ع م+02:00، أوروبا/سراييفو ‏ | ت ع م+12:00                    |

## منظمات دولية مشتركة
يشترك البلدان في عضوية مجموعة من المنظمات الدولية، منها:
| علم المنظمة | اسم المنظمة                   | تاريخ انضمام البوسنة والهرسك | تاريخ انضمام جزر مارشال |
| ----------- | ----------------------------- | ---------------------------- | ----------------------- |
|             | البنك الدولي للإنشاء والتعمير | 25 فبراير 1993               | 21 مايو 1992            |
|             | يونسكو                        | 2 يونيو 1993                 | 30 يونيو 1995           |
|             | الاتحاد الدولي للاتصالات      | 20 أكتوبر 1992               | 22 فبراير 1996          |
|             | مؤسسة التمويل الدولية         | 25 فبراير 1993               | 23 سبتمبر 1992          |
|             | منظمة الشرطة الجنائية الدولية | ?                            | ?                       |
|             | الأمم المتحدة                 | 22 مايو 1992                 | 17 سبتمبر 1991          |
|             | مؤسسة التنمية الدولية         | 25 فبراير 1993               | 19 يناير 1993           |
|             | منظمة حظر الأسلحة الكيميائية  | ?                            | ?                       |

## وصلات خارجية
- موقع وزارة الخارجية البوسنية